# 에릭 플레임

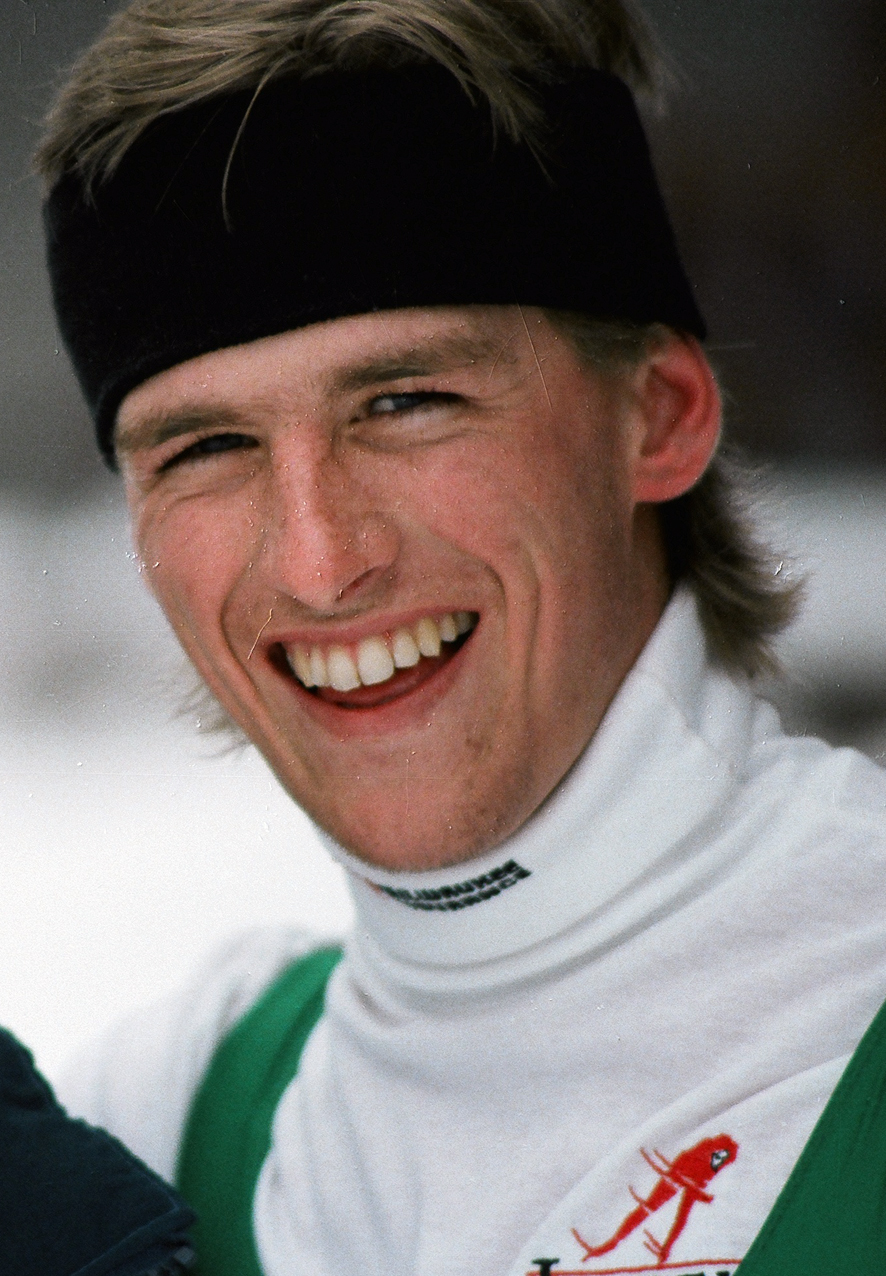

에릭 조지프 플레임(영어: Eric Joseph Flaim, 1967년 3월 9일~)은 미국의 스피드 스케이팅 선수이다.
1988년 동계 올림픽 스피드 스케이팅 1500m에서 은메달을 획득했으며, 세계 올라운드 스피드 스케이팅 선수권 대회에서 종합 우승했다. 쇼트트랙 선수로도 활동하여, 1994년 동계 올림픽 쇼트트랙 계주팀의 일원으로 참가하여 은메달을 땄다. 동계 올림픽의 2개 종목에서 메달을 딴 경력이 있는 유일한 빙상 선수이다.